# Petru Baracci
Petru Baracci (n. 25 iulie 1929, orașul Bolgrad, județul Cetatea Albă – d. 22 iulie 2010) a fost un actor de teatru și film din Republica Moldova.
La 22 iulie 2010 în urma unei insuficiențe cardiace, s-a stins din viață o personalitate notorie a artei teatrale și cinematografice naționale, actorul, profesorul de teatru, regizorul Petru Baracci, Artist al Poporului, Cavaler al Ordinului Republicii.

## Biografie
Petru Baracci s-a născut la data de 25 iulie 1929, în orașul Bolgrad din județul Cetatea Albă (atunci în România, astăzi în Ucraina). A studiat arta actorului la Institutul teatral de stat "A.Ostrovski" din Leningrad (1948-1952).
După absolvirea Școlii de teatru de la Leningrad, a fost angajat în anul 1952 ca actor la Teatrul muzical-dramatic "A.S.Puskin" din Chișinău, interpretând roluri de comedie și lirico-dramatice până la sfârșitul anilor '80. A predat timp de mulți ani ca profesor la Institutul de Arte din Chișinău.
În paralel cu activitatea teatrală, Petru Baracci a debutat în anul 1955 ca actor de film la studioul cinematografic din Odesa în filmul Melodii moldovenești. Începând din anul 1963 colaborează la studioul cinematografic "Moldova-film", debutând în filmul lui Emil Loteanu "Așteptați-ne în zori". A interpretat atât roluri centrale, cât și roluri secundare. Unul dintre rolurile sale cele mai cunoscute este rolul tatălui din filmul lui Vasile Pascaru "Trecea o lebădă pe ape" (1982). A primit titlul de Artist al poporului.
Petru Baracci este membru al Uniunii Cineaștilor. A îndeplinit în perioada 1997-2005 funcția de președinte al UNITEM (Uniunea Teatrală din Moldova).

## Filmografie
- Melodii moldovenești (Odesa, 1955)
- Așteptați-ne în zori (episod, 1963)
- Ultimul haiduc (1972) - directorul închisorii
- Dimitrie Cantemir (1973) - Antioh Jora
- 1974 Toate dovezile împotrivă (Все улики против него), regia Vasile Brescanu - Rotaru
- Durata zilei (1974) - Grozavu
- Calul, pușca și nevasta (1975) - boierul Manea
- Ce-i trebuie omului (1975) - Zahar Ciumac
- Pe urmele fiarei (episod, 1976)
- Povestea lui Făt-Frumos (1979) - fratele Ilenei Cosânzene
- Când ai alături un bărbat (1977) - Anton
- Cetatea (1978) - tatăl
- Și va veni o zi (episod, 1979)
- Pregătire de examen (episod, 1979)
- La porțile satanei (episod, 1980)
- Casa lui Dionis (1980) - președintele colhozului
- Trecea o lebădă pe ape (1982) - Tata
- Poarta tăcută (1986) ș.a.